# Nicola I di Meclemburgo
Nicola I di Meclemburgo (... – Waschow, 25 maggio 1200) è stato un sovrano obodrita signore di Rostock.

## Biografia
Nicola I era l'unico figlio di Vratislavo e pertanto nipote di Niklot. Della sua gioventù non si hanno molte notizie, solo che dopo la morte del padre, nel 1164, egli visse con la madre presso il castello di Ilenburg.
Dopo la morte di Pribislavo Nicola I entrò in conflitto con suo cugino Enrico Borwin I in quanto reclamava per sé una parte delle terre che erano state assegnate a Pribislavo da Enrico il Leone nel 1167. Questi contrasti sfociarono in una guerra aperta nel 1183. Inizialmente le sorti della guerra furono a vantaggio di Enrico che conquistò i castelli di Mecklenburg e Rostock, costringendo Nicola a fuggire dal nuovo duca di Sassonia, Bernardo III.
In seguito Nicola si alleò con Jaromar I principe di Rugia, mentre Enrico Borwin chiese aiuto a Boghislao I duca di Pomerania in quanto suo suocero, Enrico il Leone, era stato esiliato dall'imperatore Federico Barbarossa e non poteva quindi supportarlo. Successivamente Enrico Borwin fu sconfitto da Jaromar I, che lo prese prigioniero e lo consegnò al re di Danimarca Canuto VI mentre Nicola I fu catturato da Boghislao I. Il re di Danimarca approfittò della cattura dei principi del Meclemburgo e, grazie a ciò, riuscì a rafforzare la sua posizione sulla costa del Mar Baltico, poiché sia Enrico che Nicola ottennero la loro libertà solo nel 1185 dopo essersi riconosciuti come vassalli del re di Danimarca. Enrico fu inoltre costretto a cedere al re danese la città di Rostock, che venne poi assegnata da Canuto a Nicola I come feudo.
Nel maggio del 1200 Nicola I e Enrico Borwin combatterono per conto dei danesi nella battaglia di Waschow, presso Wittendörp, in cui sconfissero Adolfo III duca di Holstein. Nella battaglia Nicola I morì senza lasciare eredi, pertanto Rostock venne restituita da Canuto a Enrico come feudo.